# Calbayog
Calbayog (waray: Syudad san Calbayog, tagalo: Lungsod ng Calbayog) es una ciudad de primera clase en la provincia de Samar, Filipinas. Se encuentra a lo largo de la región costera de la provincia se extiende unas 60 millas (97 km) desde el extremo norte de la isla y 180 millas (290 km) de las fronteras del sur. Calbayog un total de 157 barangays, de los cuales 25 son urbanas y 132 son rurales. Según el censo de 2010, Calbayog tiene una población de 172.778 (37.395 hogares) por lo que es la tercera ciudad más poblada de Visayas Oriental y la ciudad más poblada de la isla Samar, de la ciudad por sí sola constituye el 23,5% de la población de la provincia de Samar. Calbayog es uno de los centros de comercio de Visayas Oriental. Y es el centro del comercio en Samar. Su aeropuerto y un puerto marítimo lo convierten en una puerta de entrada ideal para Samar. Calbayog se subdivide en tres distritos principales: Calbayog, Tinambacan, y Oquendo.
Cuenta con 130.321 habitantes. Sus principales actividades económicas son el cultivo de arroz y maíz y conservas de pescado.
- Datos: Q577336
- Multimedia: Calbayog / Q577336

1. ↑  Worldpostalcodes.org, código postal n.º 6710.